# Leopold Rosenow

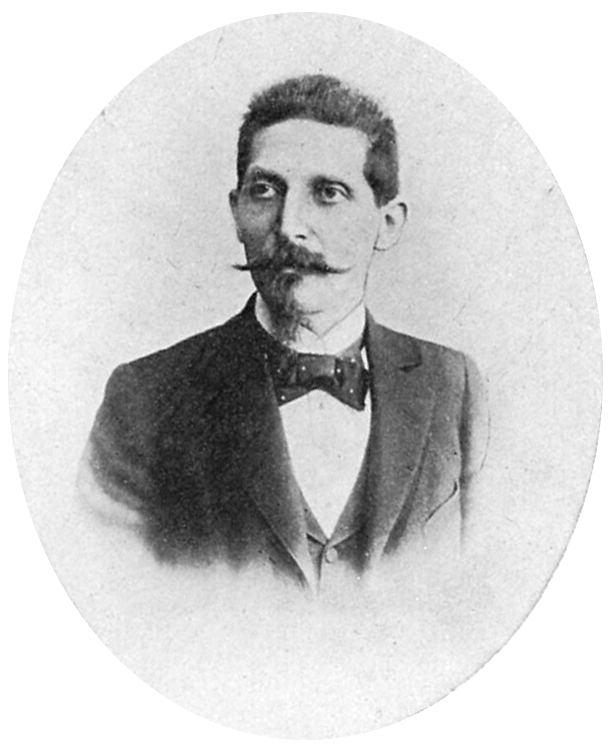
Leopold Rosenow 1896

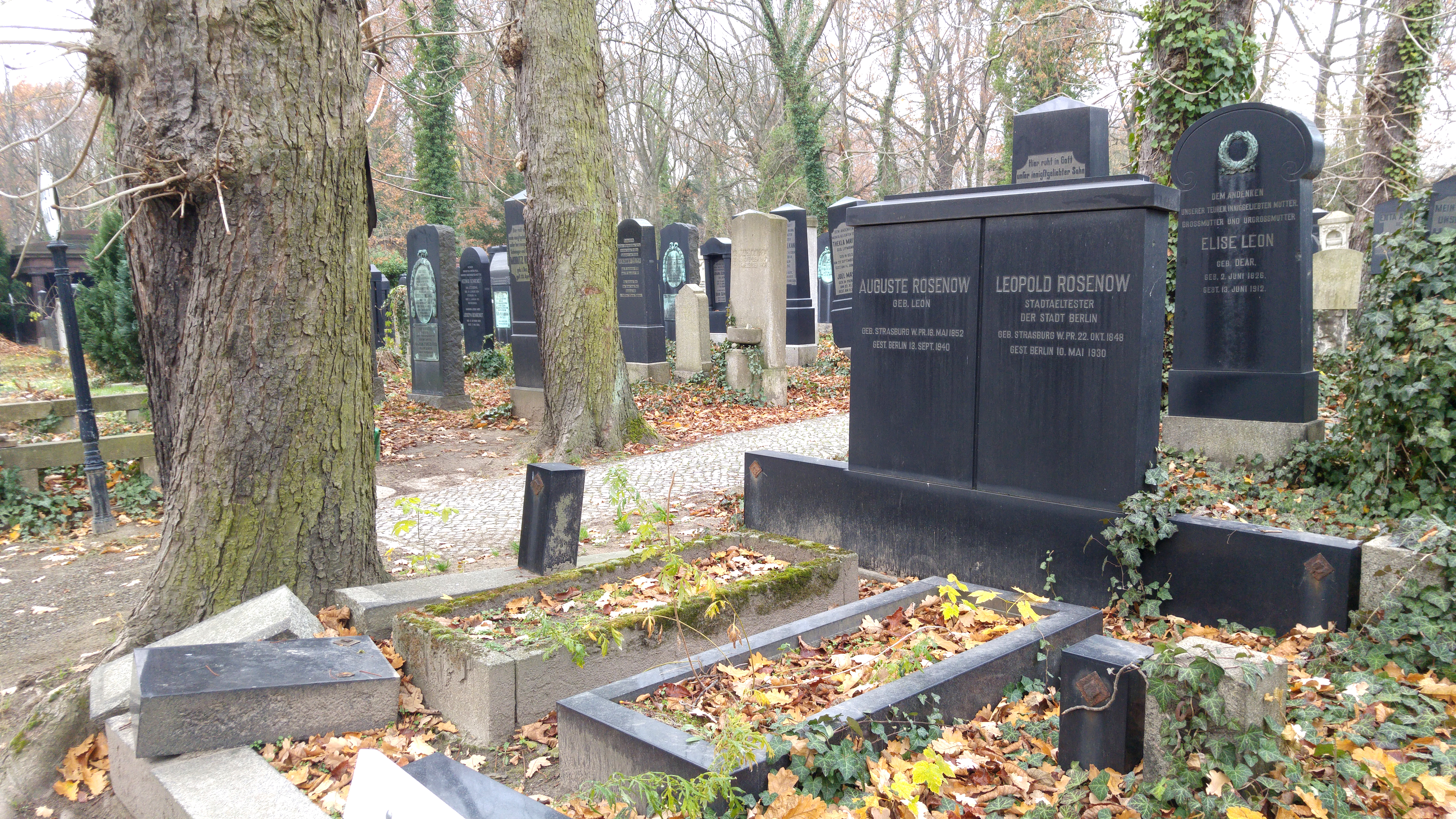
Grabstelle auf dem Jüdischen Friedhof Berlin-Weißensee

Leopold Rosenow (* 22. Oktober 1848 in Strasburg (Westpreußen); † 10. Mai 1930 in Berlin) war ein deutscher Unternehmer, Kommunalpolitiker in Berlin sowie linksliberales Mitglied des preußischen Abgeordnetenhauses.

## Ausbildung und Beruf
Rosenow stammte aus einer jüdischen Familie. Er besuchte nach der jüdischen Elementarschule in seiner Geburtsstadt das Realgymnasium in Thorn. 1872 kam er nach Berlin. Nachdem er zunächst im Bankgewerbe tätig gewesen war, wurde er Fabrikbesitzer. Er war Eigentümer einer Leisten- und Rahmenfabrik. Rosenow war Mitglied der Handelskammer in Berlin.

## Kommunalpolitik im Kaiserreich
Zwischen 1894 und 1920 war er Mitglied der Berliner Stadtverordnetenversammlung. Rosenow war unter anderem Vorsitzender der Verkehrsdeputation und der Deputation für Wohlfahrtswesen. Außerdem war er Generalfeuerwehrherr von Berlin.
Neben Oskar Cassel war Rosenow der bedeutendste Linksliberale in Berlin um die Jahrhundertwende. Er befürwortete im Berliner Stadtparlament eine aktive Sozialpolitik. Dort führte er die „Neue“ oder „Sozialfortschrittliche Fraktion“, die links von der „Alten Linken“ des Oskar Cassel angesiedelt war.

## Preußisches Abgeordnetenhaus
Dem preußischen Abgeordnetenhaus gehörte Rosenow von 1903 bis 1918 an. Er war zunächst Mitglied der Freisinnigen Volkspartei und später der Fortschrittlichen Volkspartei. Rosenow übernahm 1903 den ehemaligen Wahlkreis von Rudolf Virchow. Nach dem Neuzuschnitt der Wahlkreise, der ein Ende der linksliberalen Vorherrschaft in Berlin bedeutete, trat Rosenow mit Erfolg in einem Arbeiterbezirk an. Diesen konnte er trotz Dreiklassenwahlrecht 1913 nur noch knapp gegen Hermann Weyl, den Kandidaten der SPD, behaupten.
Rosenow konzentrierte sich im Parlament, wie auch in der Kommunalpolitik, auf die Verkehrspolitik. So sprach er im Plenum häufig zum Handel- und Eisenbahnetat. Im Jahr 1905 wurde er stellvertretender Vorsitzender der Handels- und Gewerbekommission des Abgeordnetenhauses. Auch im preußischen Parlament plädierte er für sozialpolitisches Engagement des Staates. Anfangs stand er noch ganz auf der Linie von Hermann Schulze-Delitzsch ging aber immer mehr darüber hinaus.
Neben dem Einsatz für eine aktive Sozialpolitik kritisierte er die diskriminierende Polenpolitik unter Bernhard von Bülow. Außerdem forderte er als einer der Ersten die Einrichtung von Lehrstühlen für soziale Medizin und für Zeitungswissenschaft an preußischen Hochschulen.

## Weltkrieg und Weimarer Republik
Auch im Ersten Weltkrieg setzte er sich für die Arbeiter ein.
Zwischen 1919 und 1921 amtierte er als unbesoldeter Stadtrat in Berlin. Danach war er besoldeter Stadtrat im Bezirksamt Mitte. Seit 1926 trug er den Ehrentitel eines Stadtältesten. Rosenow war auch Vorsitzender des Vereins für Volkskindergärten in Berlin.